# 希瓦羅人
希瓦羅人（英語：Jivaroan）是一群住在馬拉尼翁河上游的群體，位在祕魯的北部與厄瓜多的東部。希瓦羅人是用來指涉擁有此語系的族群。
希瓦羅人以獵人頭與縮頭術聞名，他們的獵人頭活動通常一年一次並指對單一一個鄰近村莊進行獵人頭活動，殺掉男性和年老女性，俘虜年輕女子做為他們的妻子。當他們獵完人頭會將這些人頭做特殊處理，也就是所謂縮頭術。
希瓦羅人也從事打獵活動，不論男性和女性都會參與其中。他們使用吹箭和塗上毒藥的鏢和箭來打獵，通常獵物是猴子或是鳥類。但希瓦羅人並不依賴打獵來生存。

## 民族分佈、人口與語言
四個最主要的民族：

- 舒阿爾族（Shuar）
- 阿秋爾族（Achuar ）
- 阿瓜魯納族（Aguaruna）
- 關必沙族（Huambisa）

### 人口
現在正在使用這個語言的人口數約有九萬多人

### 地理分布
希瓦羅人是一群住在馬拉尼翁上游的群體，位在祕魯的北部與厄瓜多的東部，大多居住在叢林中。

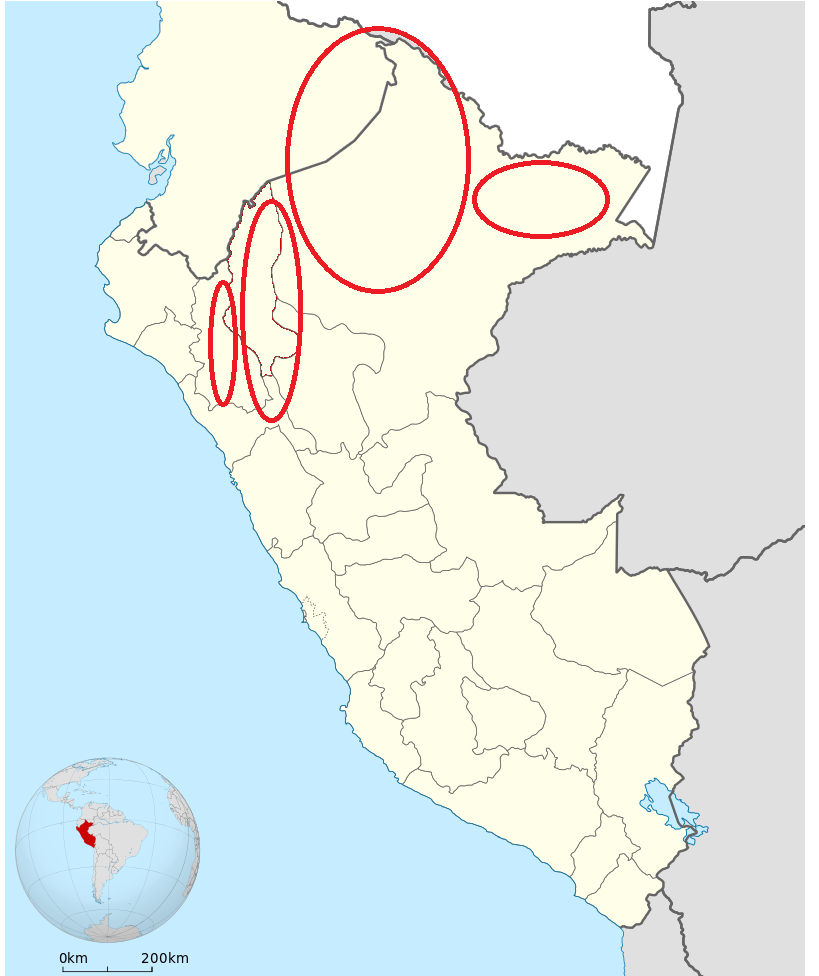

### 語言
希瓦羅語系由四個語言組成：
- 舒阿爾語（Shuar）
- 阿秋爾語（Achuar）
- 阿瓦瓊語（Awajún）
- 關必沙語（Huambisa）

這個語系在祕魯的亞馬遜大區、卡哈馬卡大區、洛雷托大區、聖馬丁及厄瓜多的東部被使用。

#### 舒阿爾語（Shuar）
舒阿爾在字面上的意思是「人」，在厄瓜多的莫羅納聖地雅哥省及帕斯塔薩省的叢林中被當地原住民所使用。現今約有61,900人在使用。

#### 阿秋爾語（Achuar）
在厄瓜多的帕斯塔薩省跟博沃納薩河岸被使用。現今約在厄瓜多]]約有10000人在使用。

#### 阿瓦瓊語（Awajún）
即阿瓜魯納語（Aguaruna），此語言使用者分布在在馬拉尼翁河西部及波特羅、梅奧和卡瓦帕納斯河岸。這種語言的使用者傾向用Awajún來自稱自己的語言。根據Ethnologue所提供的資料，現今使用者約有50000多人，並在持續增加中。幾乎沒有只使用阿瓦瓊語的人，大部分阿瓜魯納族的人都還會使用西班牙語。現今已有自己的字典存在。

#### 關必沙語（Huambisa）
在祕魯的亞馬遜大區、洛雷托大區，安地斯山脈上莫羅納和聖地牙哥河旁的叢林中被使用。現今約有9000多人在使用。

## 地理環境
希瓦羅人分布於祕魯北部和厄瓜多東部平原地帶。
大多分布在安地斯山脈右側的平原地區，只有少部分在山脈上生活。亞馬遜熱大區附近的氣候溫暖多雨，而與其相連的地區聖馬丁大區、洛雷托大區和厄瓜多東部的氣候狀況也差不多

## 歷史沿革
希瓦羅人有豐富的神話。在一個故事，安第斯山麓受到嚴重的水災，造成所有人的死傷只剩下但一對兄弟。當洪水退去，兩兄弟回到他們的住處，他們發現有兩隻鸚鵡給他們準備了菜餚。其中一個兄弟抓住了其中一隻鸚鵡，並娶了她。這個婚姻產生的三個女孩和三個男孩，他們的後代便成了希瓦羅人。

## 社會、家庭與婚姻

### 婚姻
送禮是希瓦羅人生活當中非常重要的。巨蟒的獠牙被認為是可以帶來好運，所以是一個很常見用於送給喜歡的女孩的禮物。如果她接受了追求者的禮物並有一些表態，那麼追求者就可以開始與該女子的父親和她結婚的談判。浪漫的愛情和相互吸引是選擇配偶時非常重要的一環。此外，女性會想找好獵人和強壯戰士來當丈夫，而男人則希望他的妻子是個對園藝非常在行，或是一個很厲害的製陶者。丈夫有義務為妻子的父親支付聘禮（支付給她的家庭），或提供某項特定的服務。

### 家庭
在希瓦羅社會中男性和女性的角色都有明確的規定，大多與宗教信仰有關。勞動分工的方式有很大一部分是因為相信大多數事物總有男性或女性靈魂，並依此來分工的結果。例如木薯被認為是女性，因此與木薯相關的種植，收穫，和木薯的處理相關的所有任務都是婦女的工作範圍。而玉米則是被視為有男性靈魂，所以有關玉米的種植和收割則是由男人的負責。
希瓦羅人家庭生活在大單間的屋子裡，沒有內部的牆壁或房間，在屋子當中沒有隱私。傳統希瓦羅房子是從森林中發現的材料建成大型的橢圓形房屋。這些房子，被稱為希瓦利亞，通常可容納大約八到十人的大家族。只有少部分的希瓦羅人生活在當代的房子。
希瓦利亞房屋由家庭的男主人和他的男性親屬的一起建造。房子一定要堅固，並且能承受大暴雨。房子只有非常簡單的家具：用竹子做成的（不帶床墊）低矮床和用來存儲的基本陶器。

### 社會
希瓦羅人是沒有政治組織，也沒有部落領袖或社區組織。組織的唯一單位是家庭組。希瓦羅人口分散，平均房子之間的的距離差不多是一到五英里（一和半到八公里）。家庭住在一個房子內不會超過十年，因為附近的木柴和資源會變得枯竭。當枯竭之後，家庭則在移動到數英里或公里以外的地區來獲取更加豐富資源。

## 產業與生活

### 服飾
希瓦羅人的日常著裝很簡單。男性和女性都穿著樸素的棕色布衣服，偶爾會在衣服上畫著垂直條紋。這些衣服耐用，堅固，可以穿很多年。
婦女會將布披在肩上，有時會用樹皮織成的條或是棉花織成的繩條綁在腰上。男子則是會將布綁在腰際，然後垂放到膝蓋之下。男性服裝的一個共同特點是頭盔，他們會將編織的羽毛裝飾頭盔。
禮服則是複雜的。男人會自己用黑色和紅色染料來畫面孔。用鳥骨骼做成的裝飾品纏繞在肩上，用以象徵著他已經獲得arutam靈魂的佔有，它提供了精神動力。
近期，希瓦羅人獲得西方的服裝。這些衣服經常被用於特殊場合，像是探訪鄰近的家庭。

### 飲食
希瓦羅人從許多來源獲得蔬菜與多樣化的飲食。他們的飲食中的主要食物是他們自己種植的蔬菜。這些蔬菜當不夠時則透過搜食其它可食用的植物補充。蛋白質則是由飼養的雞和獵捕提供。與許多其他亞馬遜民族一樣，希瓦羅人中最流行的飲料是用發酵木薯根做成的啤酒。

### 經濟生活
大多數希瓦羅家庭有一個或兩個狗。他們不是作為寵物飼養，而是作為狩獵的基本援助和保護自己不被敵人攻擊。狗在希瓦羅家庭中佔有非常重要的地位，希瓦羅人非常重視他們，並給予關懷。此外，猴子和鳥類有時也會被當寵物飼養。

## 信仰與習俗

### 習俗
希瓦羅人是一個喜好群居的種族。當拜訪訪鄰居或親戚家，客人會受到熱情的歡迎。主人會提供木薯（木薯）製成根啤酒，並且共享家裡的餐點。通常情況下，如果是從遙遠的地方到來的話，主人會邀請客人住上幾天。並且會用香蕉葉鋪在地上作為客人所用的床。
拜訪親戚或是鄰居提供了一個機會讓男人尋求新的妻子們。和西方文化中相反的，希瓦羅男人對自己的外表是十分挑剔的。一個男人可以為了一次拜訪或是宴會的出席花幾個小時來化妝，並把裝飾品裝飾在他的衣服和他的頭髮了。在特殊場合，他們會把複雜的幾何圖案畫在頰骨或鼻子上。他們也會用鸚鵡羽毛飾頭髮，用耳棒穿過在耳洞。

### 信仰
希瓦羅人的儀式和慶祝活動都與他們的精神信仰。所有人生重大階段和重要事件都有很重要的生命的意義。一個年輕希瓦羅少年生命中最重要的時刻，便是獲得他的arutam(意思是「幻影」或「力量」，為戰鬥保護的靈魂。能夠防止人在暴力衝突中喪生。)。如果沒有這種保護的力量，父母親會擔心希瓦羅青少年將無法生存到成年。
在青春期或青春期前，年輕男性被引導進森林深處。在那裡，他們會吃食一種迷幻藥稱為木本曼陀罗(maikoa)，然後等待arutam靈魂會保護他們免受危險的幻象。他們可能會留在森林裡的天，進行禁食和沐浴在瀑布，等待著神聖的幻象。如果幻象一直沒有出現，他們會回到家裡，然後再次進到森林進行第二次嘗試。一旦收到這個「力量」，男孩就會被允許參加許多成人的活動。
蟒蛇在希瓦羅人的神話中有著獨特的地位。在亞馬遜河流域的他是最大的蛇，會受到尊重，因為他的力量和他被認為是擁有神通的能力。

## 藝術與文學
在19世紀時希瓦羅人的縮頭術所製成的藝術品因為其精心的製作與精美的外型，變得在歐美之中十分聞名。其他國家只要是非希瓦羅人都認為這些縮頭術（tsantsa）是作為戰爭戰利品，但希瓦羅人堅稱，他們其實對於頭的本身並不感興趣，更不重視他們作為戰利品的意涵。相反的，他們尋求的是muisak(復仇靈魂。能夠將殺死自己的人殺掉復仇)，或受害者，這些包含在由縮頭術收縮在頭之內的靈魂。希瓦羅人相信控制了muisak能夠讓他們更容易得控制自己的妻子和女兒的勞動力。

## 現況
希瓦羅人如今不再和現代社會完全隔離。他們經常交易的毛皮和用羽毛做成的手工藝品來獲取現代商品。此外，一些希瓦羅人也會去當工人來獲取現金。他們特別重視砍刀，斧頭和槍等工具，讓他們在森林能更有效的生存
現代社會繼續挑戰傳統文化。像許多印地安人，希瓦羅人也在掙扎著努力維持他們的傳統生活方式，但當代影響力仍然進入他們的世界。

## 著名人士